# 莴笋
莴笋（学名：Lactuca sativa var augustana），又称茎用莴苣、千金菜、香馬筍，台灣稱為嫩莖萵苣，台語稱為萵菜心（A菜心），英语中称之为celtuce（芹菜和莴苣的组合词）、stem lettuce、或Chinese lettuce。莴笋是菊科莴苣属的一个栽培品种，其嫩叶和肥大的茎均富含维生素和微量元素，可作蔬菜食用。莴笋在中国南北各地均有栽培，在欧美地区较为少见。

## 栽培和种类

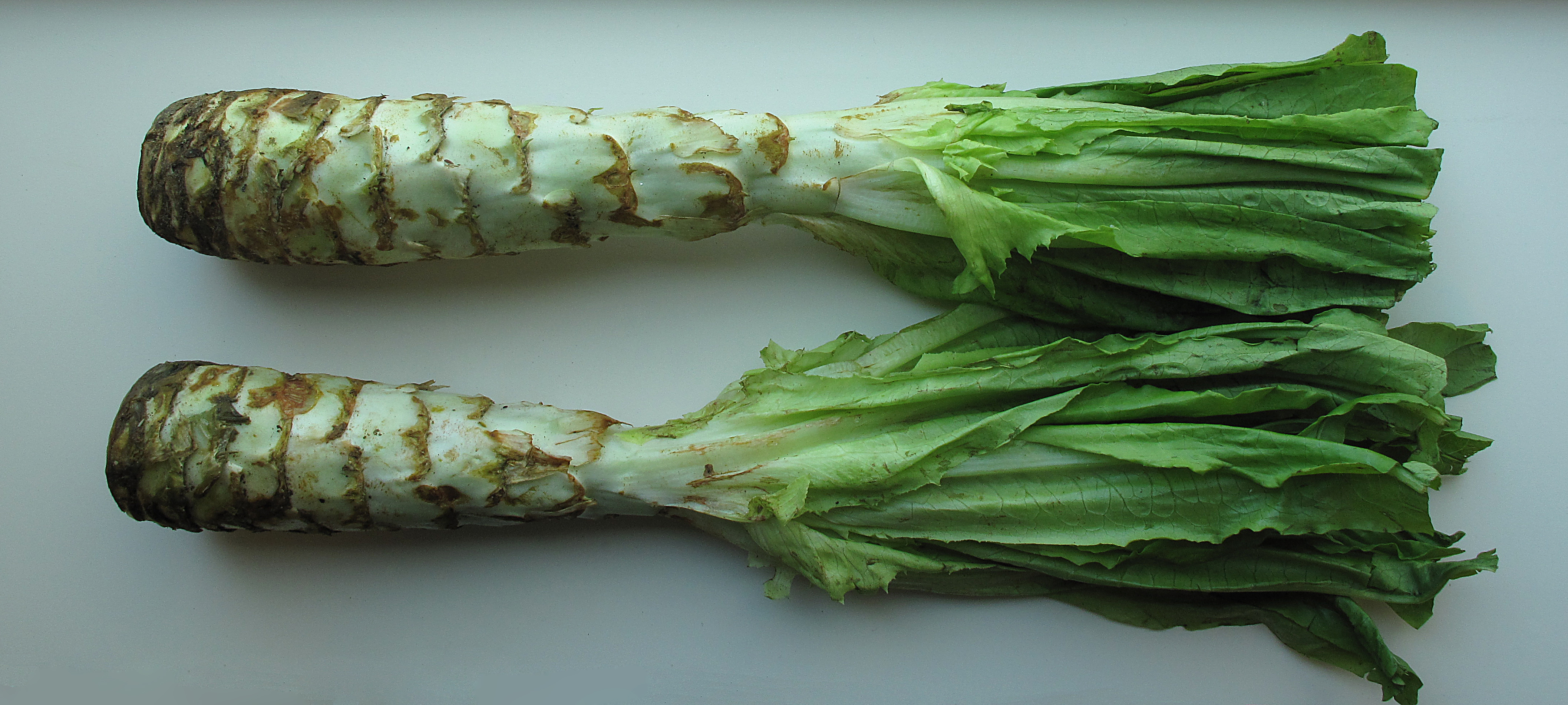
莴笋

莴笋通长30-40公分，直径3-4公分，茎质脆，水分多。茎的肉色有浅绿、翠绿和黄绿色，有时会有紫色或红色斑块。莴笋可根据叶片形状分为尖叶和圆叶两个类型。占莴笋产量中大部分的是在秋季播种，春季收获的春莴笋，但也有秋莴笋和夏莴笋。各地的主要品种有四川挂丝红、白皮香早种，尖叶子和北京鲫瓜笋等。
莴笋的短缩茎随植株旺盛生长而逐渐伸长，茎和叶的生长速度达到最高峰后同时下降。北方栽培的越冬莴笋短缩茎开始肥大后，就进入长达一百多天的越冬期和泛青期，返青期过后茎的生长率显著提高，茎端逐渐分化成花芽，继续伸长，所以莴笋的主要食用部分包含了茎和花茎两部分，且其早熟品种花茎所占比例大，晚熟品种花茎所占比例小。

## 营养和食用历史

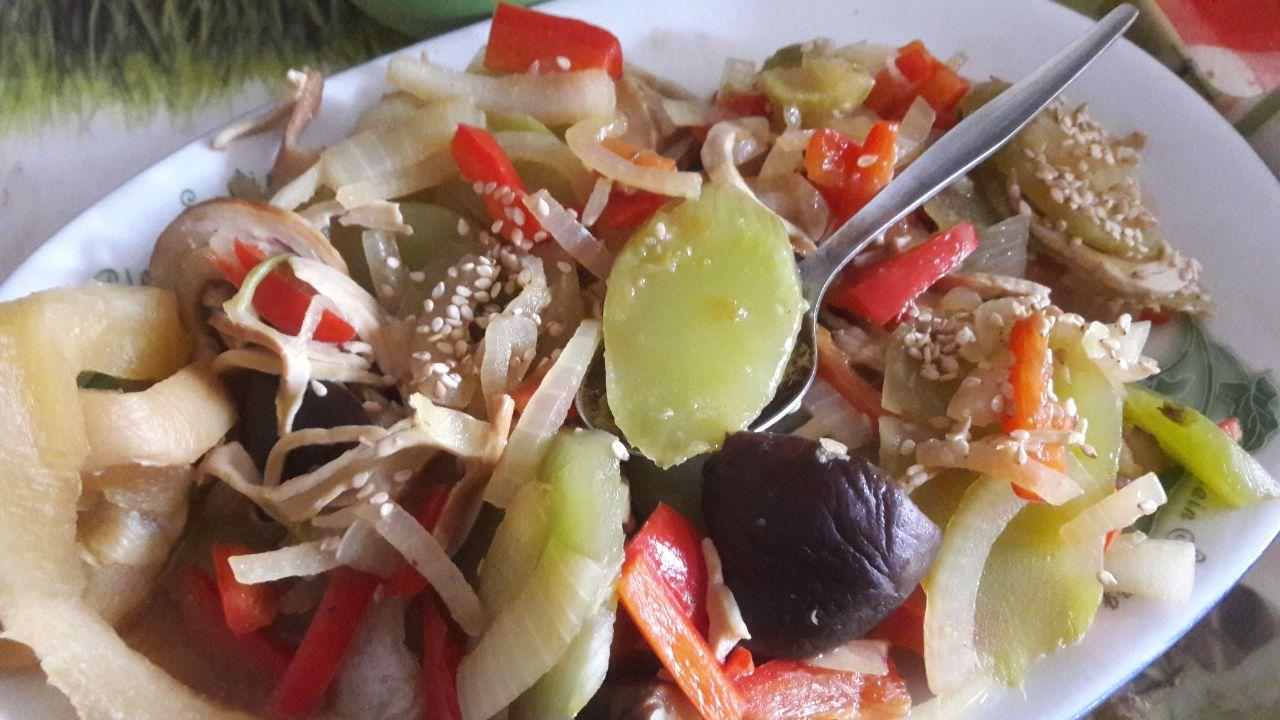
莴笋

莴笋中含有多种维生素和无机盐，其中以铁的含量较丰富，莴笋中的铁在有机酸和酶的作用下，易为人体吸收，故食用新鲜莴笋，对治疗各种贫血非常有利。莴笋还含有一种酶，能消除强致癌物质一一亚硝胺，有一定抗癌作用。莴笋中的尼克酸，可刺激胰岛素分泌，促进糖的代谢，对糖尿病的老患者非常有益。
嫩叶可以蘸酱或清炒，莴笋茎可以切片或切丝后清炒或加入其他配料炒熟，也可以汆燙后凉拌或做汤。莴笋还可以制成各种加工品，比如江苏邳县的薹干菜是莴笋的干制品；陕西省潼关的酱笋是莴笋腌渍而成。
莴笋在中国的食用历史悠久，唐代時由地中海沿岸傳入葉用萵苣，到了元代就已經栽培出莖用萵苣，並詳列了栽培與加工的方法，莴笋又被西方稱為「中國萵苣」。1894年的《美国园艺》上就有介绍莴笋的茎可供食用，和芦笋味道相仿的文章。1940年代前后，Atlee Burpee种子公司再次将藏区附近的莴笋种子引入美国，当时又称为“Asparagus Lettuce”，如今莴笋已逐渐进入欧美国家的家庭食谱。

## 资料来源
1. ↑  .   [2021-02-02]. （原始内容存档于2021-01-22）.
2. ↑  . UCANR Publications. 1998: 36.
3. 1 2  中国农业科学院蔬菜研究所. . : 496–500.
4. ↑  陈楠. . 九洲图书出版社. 1999.
5. ↑  https://ctext.org/wiki.pl?if=gb&res=712358&searchu=%E8%90%B5
6. ↑  .   [2021-02-27]. （原始内容存档于2021-05-14）.
7. ↑  Withers, James. . American Gardening (Rural Publishing Company). 1894, 15: 455  [2022-10-05]. （原始内容存档于2022-10-05） –Google Play Books.
8. ↑  Schneider, Elizabeth. . HarperCollins. 2001: 362. ISBN 978-068-815-260-4.